# Sauce au jus de viande
La sauce au jus de viande est une sauce faite à partir des jus qui s'écoulent naturellement de la viande pendant la cuisine.

## Sauce française
Elle se fait à partir du jus de la viande qui reste au fond du plat de cuisson. Elle permet de donner de la saveur au plat. Parsemer une poêle propre d'une petite quantité de farine et y ajouter le jus de viande (remuer deux minutes) puis ajouter du bouillon de viande en remuant. Saler et poivrer. Pour donner du goût, ajouter du vin, si la sauce est servie avec de la viande rouge ou de la crème fraîche pour une viande blanche. Verser la sauce sur la viande.

## Versions anglo-saxonnes

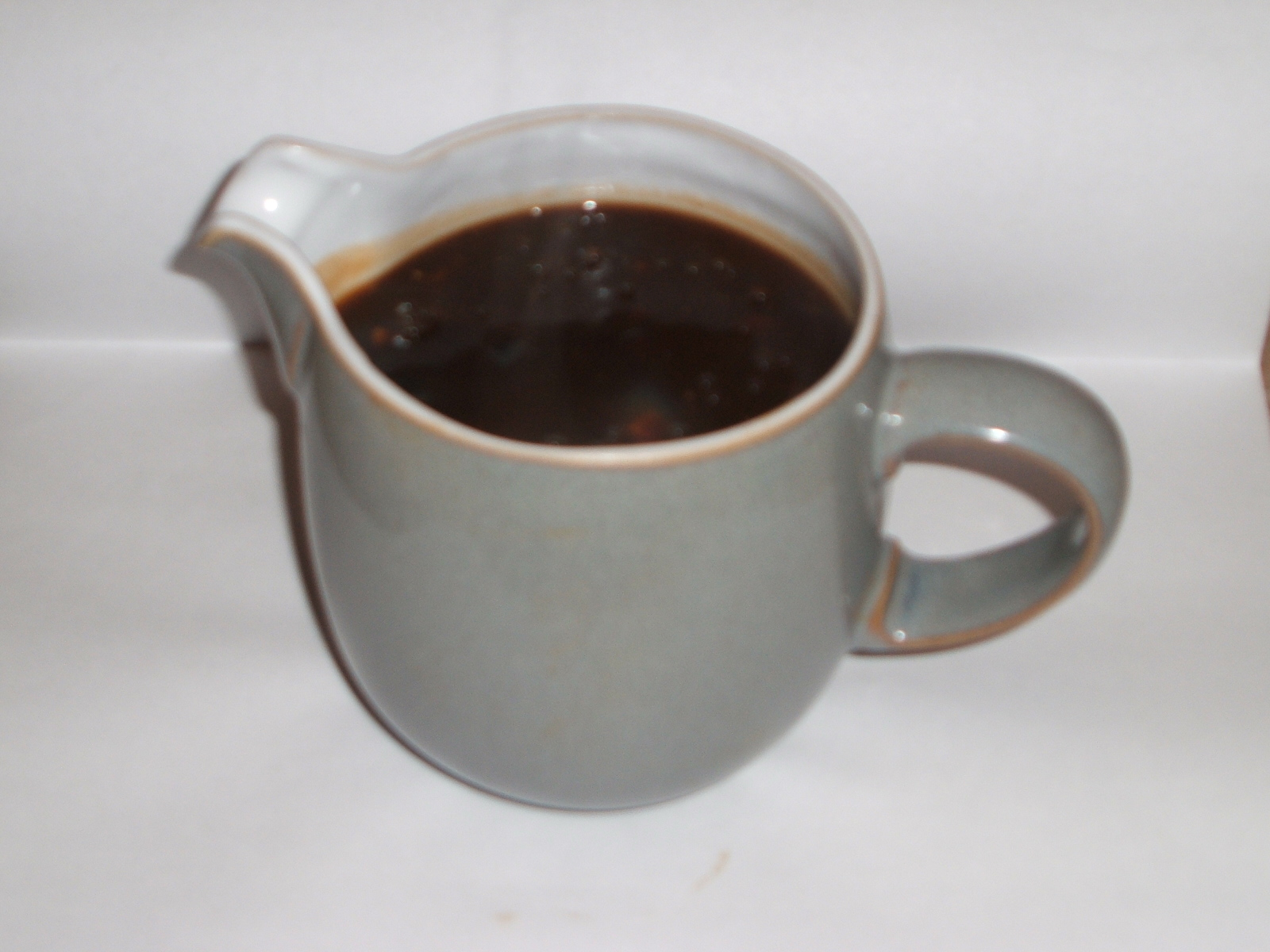
Gravy dans un saucier.

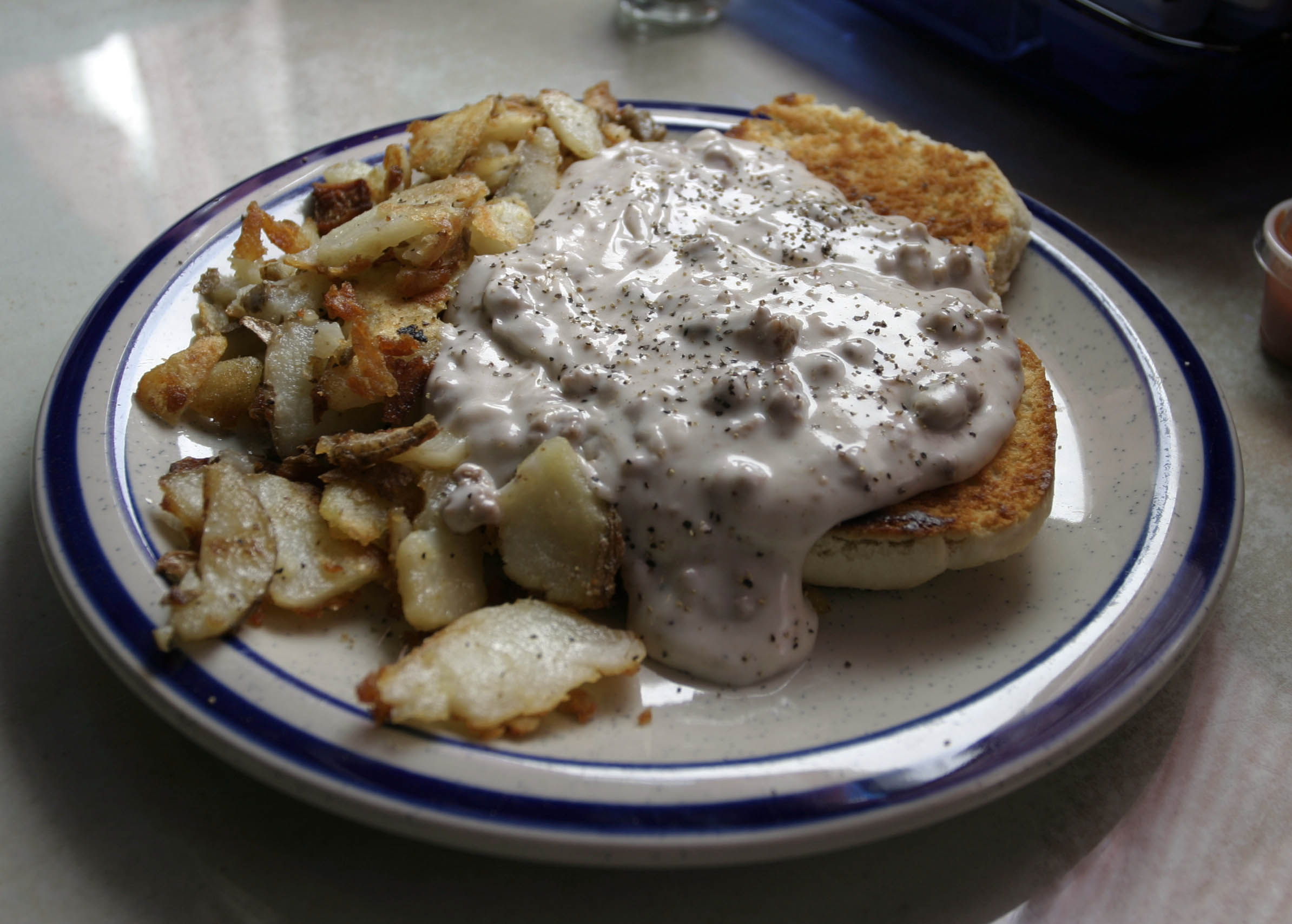
Biscuits recouverts de sauce au jus de viande (saucisse).

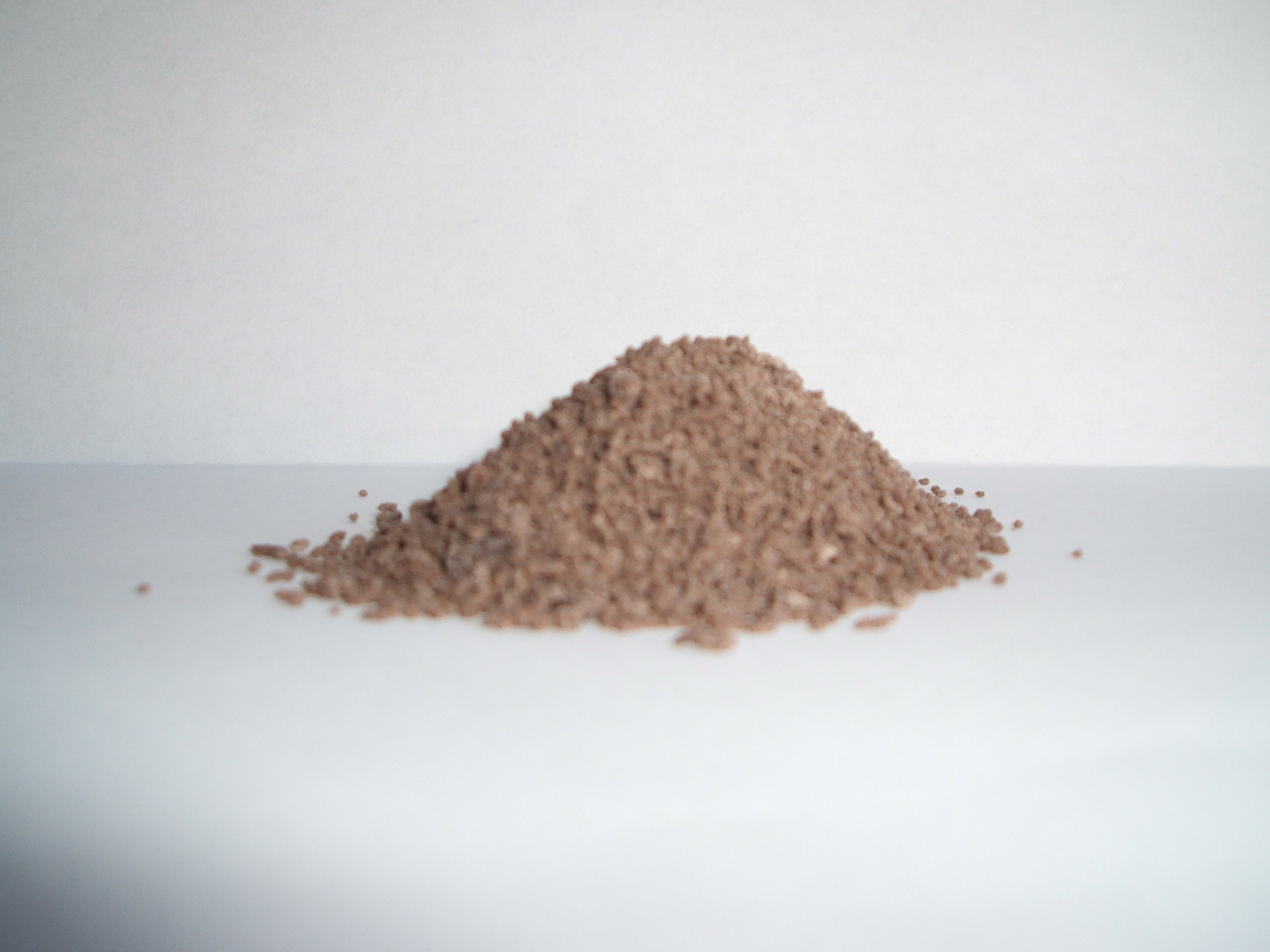
Granules de sauce au jus de viande instantané.

Cette sauce, appelée gravy, est présente dans la cuisine nord-américaine et britannique. En Amérique du Nord, le terme peut se référer à une variété plus large de sauces et la sauce au jus de viande est souvent plus épaisse qu'en Grande-Bretagne. La sauce au jus de viande peut de plus être colorée et assaisonnée de gravy salt (un mélange simple de sel et de colorant alimentaire à base de caramel) de gravy browning (sel de sauce au jus de viande dissous dans l'eau) ou de cubes (de jus de viande déshydratés), d'aromates pour remplacer la viande naturelle ou d’extraits végétaux. La sauce au jus de viande est généralement servie avec des rôtis (rosbif), du pain de viande, du riz, des frites, de la purée de pommes de terre.

## Variantes de sauce au jus de viande
- Au chocolat : fait avec de la graisse, de la farine, de la poudre de cacao et parfois, un peu de sucre.
- À la crème : une tasse et demi de lait ajoutée à la sauce, sel et poivre. Fréquent dans le sud des États-Unis. Servi avec des filets de poulet grillés.
- Aux œufs : pour le petit déjeuner, servi sur des biscuits. La sauce est faite avec du jus de bacon et de la farine pour épaissir la sauce. La sauce est poivrée, salée et complétée de lait et d'eau (même proportion), puis le liquide est porté à ébullition. Un œuf battu est alors doucement ajouté à la sauce tandis que la sauce au jus de viande est remuée ou battue rapidement pour cuire l'œuf immédiatement qui est fragmenté en petits morceaux dans la sauce.
- Aux abats : abats de dinde ou poulet au moment du service en sauce, le tout servi sur ce genre de volailles.
- Aux oignons : oignons finement coupés et mis à cuire doucement dans du bouillon et du vin. Servie habituellement avec des bangers and mash, des œufs, des côtelettes ou de la viande frite ou grillée (qui ne produirait pas de jus de viande).
- Yeux rouges : jus de jambon cuit dans une poêle à frire, déglacée au café. Typique du sud des États-Unis, habituellement servi sur du jambon, des grits (gruau de maïs) ou des biscuits.
- Tomate : ce n'est pas du tout une sauce à la viande mais une sorte de sauce tomate faite de tomates fraîches ou en conserve, de farine et habituellement avec une petite quantité de graisse. Typique du sud des États-Unis[2].
- Aux légumes ou végétarienne : faite de légumes bouillis ou rôtis. Une sauce au jus de viande végétale rapide et goûteuse qui peut être faite avec n'importe quel mélange de bouillon de légumes ou de restes végétaux, de la farine et du beurre, de l'huile ou de la margarine. Une recette utilise des bouillons de légumes avec de la farine de maïs (pour épaissir) (sauce de type « cowboy »), qui est battue rapidement dans l'eau bouillante. Parfois des légumes sont ajoutés pour donner du goût, ce qui peut donner une couleur vert foncé. Du vin peut être ajouté. La sauce brune au jus de viande végétarienne peut être enrichie de levure de bière (sauce Marmite ou Vegemite). Il existe des granules vendus dans le commerce qui conviennent très bien à la sauce de type végétarienne ou végétalienne.
- Blanche ou sawmill gravy, dans la cuisine du sud des États-Unis (littéralement : « sauce de la scierie »), est la sauce typique des « biscuits à la sauce au jus de viande » (biscuits and gravy) et des steaks de poulet frit. C'est une sauce béchamel mélangée à la sauce au jus de viande avec de la farine. On ajoute du lait ou de la crème pour épaissir la sauce ; du poivre noir et des morceaux de saucisse douce ou de foie de volaille sont parfois ajoutés. Cette préparation peut aussi s'appeler gravy country, « sauce au jus de viande campagnarde », « au lait » ou « à la saucisse ».